# 塔科馬海峽吊橋
塔科馬海峽吊橋（英语：Tacoma Narrows Bridge）是位於美國華盛頓州塔科馬的兩條懸索橋，也是華盛頓州16號幹線的一部分。每橋長1.6公里，橫跨塔科馬海峽。第一條橋於1940年首度通車，但不到五個月便倒塌，其後重建及另建的新橋分別於1950年及2007年啟用。第一條橋倒塌的原因，是因為其橋面厚度不足，在受到強風的吹襲下引起卡门涡街，使桥身摆动；当卡门涡街的振动频率和吊桥自身的固有频率相同时，引起吊桥剧烈共振而崩塌，這次事件的過程有完整拍攝成影片，也成為研究空气动力学卡门涡街引起建筑物共振破壞力的活教材。

## 西行線
現在作為西行線的懸索橋於1950年10月14日通車，在2002年加建新橋前，該橋是雙向行車的，至2007年新橋通車後改為西行。

## 東行線
1998年，有關當局獲批准，在原有橋樑東面旁加建一條新橋，是塔科馬海峽第三條興建的懸索橋，工程於2002年10月4日開始動工，並於2007年7月15日通車。

## 擺動的橋
第一代橋於1938年開始建造，當時橋樑設計共有兩個方案，第一個方案由克拉克·埃德里奇（Clark Eldridge）提出，其橋面厚度設計為25呎（7.6米）；而另一個方案則由著名的金门大桥设计师之一里昂·莫伊塞弗（Leon Moisseiff）所提出，他為了減低造價，把橋面設計的厚度從25呎減至8呎（2.4米），使建設成本從1千1百萬美元降至8百萬美元。當時在以經濟為大前提下，莫伊塞弗的方案獲得採納。該橋於1940年7月1日通車，但在啟用後數個星期，橋面便開始出現上下擺動。有鑑及此，有關人員在支柱上安裝攝錄機，以便觀測擺動。同時也吸引了不少駕車人士慕名而來，感受其振盪威力的刺激，一些大風的日子，其橋面擺動幅度甚至可達五英尺之多。其後橋面的波動幅度不斷增加，工程人員嘗試加建纜索及液壓緩衝裝置去試圖減低波動，但不成功。
在持續數個月的擺動之下，橋樑最終於同年11月7日倒塌，其過程獲得全程記錄。當天早上，橋面的上下擺動突然停止，取而代之的是出現左右的扭力擺動，當時有兩人被困在橋上，後來也成功逃離現場，然後橋面在數分鐘內陸續崩塌。
華盛頓州政府並未獲得保險公司的賠償，據西奥多·冯·卡门透露，這是因為之前本该付给保險公司的保险费全為保險經紀所侵吞。

### 影片
- 橋樑倒塌影片
  - 塔科馬舊吊橋倒塌過程的前後
  - 看不到影片吗？請參見幫助頁面。

### 意外起因

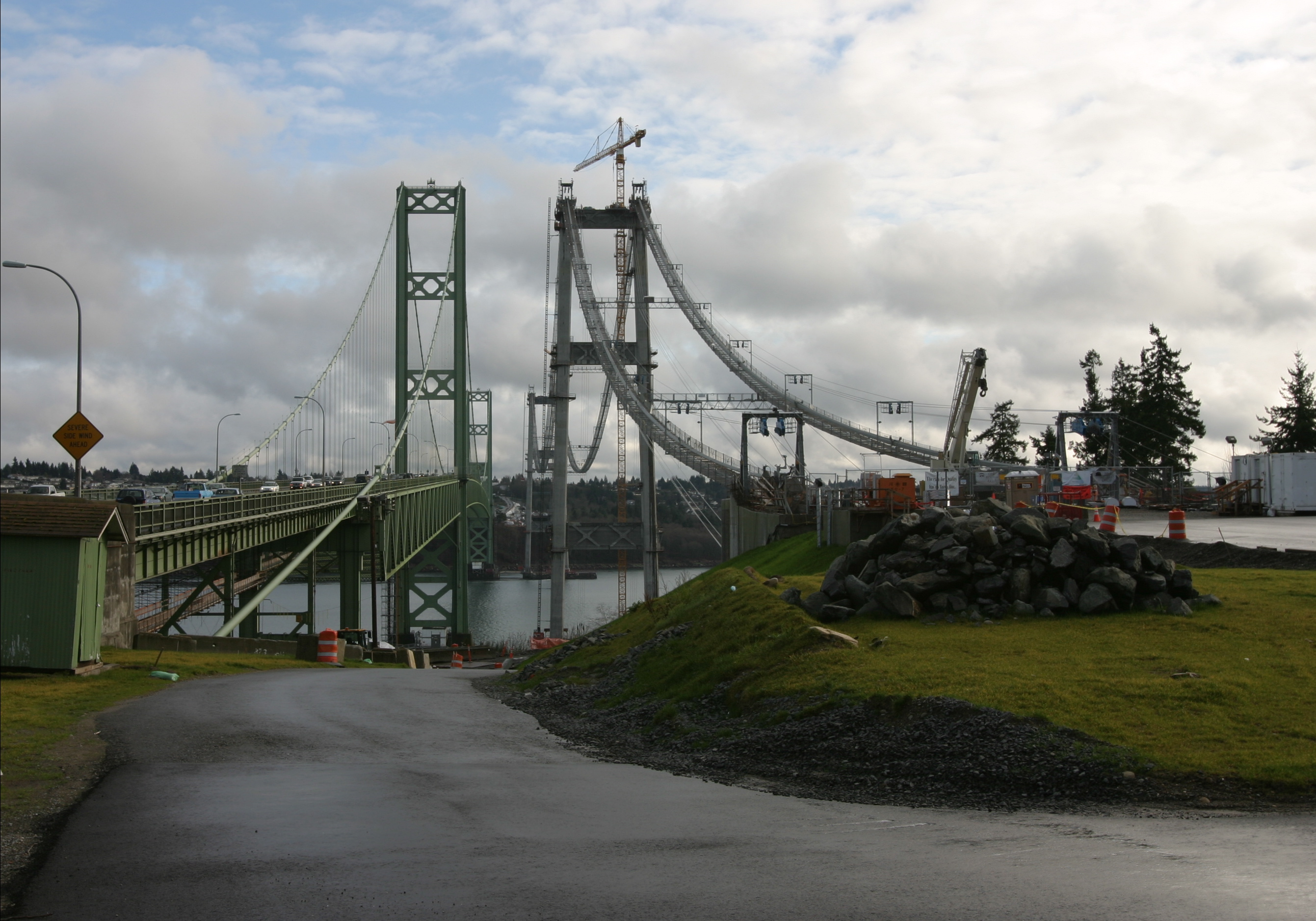
現有及加建中的橋樑

這次事件沒有造成人命傷亡（但导致一只狗死亡），华盛顿州政府特为此而设立专案调查组，经过美国空气动力学家西奥多·冯·卡门在加州理工学院风洞进行模型测试，证明塔科马海峡吊桥倒塌事件的元凶，是卡门涡街引起吊桥共振。原設計為了求美觀及省錢，使用過輕的物料，造成其發生共振的破壞頻率，與卡门涡街接近，從而隨強風而剧烈擺動，导致吊桥崩塌。此后，新的吊桥设计必须经过风洞模型实验。新橋樑的道床厚度增至10米，並在路面上加入氣孔，使空氣可在路面上穿越，防止卡门涡街的产生。新橋於1950年10月14日啟用，行車線由兩條增至四條，是現今全美國第五長的懸索橋。

## 相關網站
- 塔科馬海峽吊橋的坍塌